# Aleurocanthus martini
Aleurocanthus martini là một loài côn trùng cánh nửa trong họ Aleyrodidae, phân họ Aleyrodinae.
Aleurocanthus martini được David miêu tả khoa học đầu tiên năm 1993.